# Bürgermeisterei Lüttringhausen
Die Bürgermeisterei Lüttringhausen war im 19. Jahrhundert eine Bürgermeisterei im Kreis Lennep der preußischen Rheinprovinz. Sie ging aus dem mittelalterlichen bergischen Amt Beyenburg hervor, dass 1806 unter den Franzosen aufgelöst wurde und in eigenständige Kantone und Mairies unterteilt wurde. Unter Preußen wurde die Mairie Lüttringhausen in die Bürgermeisterei Lüttringhausen umgewandelt.

## Hintergrund und Geschichte
Das Herzogtum Berg gehörte zuletzt aufgrund von Erbfällen zum Besitz Königs Maximilian I. Joseph von Bayern. Am 15. März 1806 trat er das Herzogtum an Napoleon Bonaparte im Tausch gegen das Fürstentum Ansbach ab. Dieser übereignete das Herzogtum an seinen Schwager Joachim Murat, der es am 24. April 1806 zusammen mit dem (verbliebenen) rechtsrheinischen Teil des Herzogtums Kleve und den Grafschaften Mark, Dortmund, Limburg, dem Fürstentum Münster und weiteren Territorien zu dem Großherzogtum Berg vereinte.
Bald nach der Übernahme begann die französische Verwaltung im Großherzogtum neue und moderne Verwaltungsstrukturen nach französischem Vorbild einzuführen. Bis zum 3. August 1806 ersetzte und vereinheitlichte diese Kommunalreform die alten bergischen Ämter und Herrschaften. Sie sah die Schaffung von Départements, Arrondissements, Kantone und Munizipalitäten (ab Ende 1808 Mairies genannt) vor und brach mit den alten Adelsvorrechten in der Kommunalverwaltung. Am 14. November 1808 war dieser Prozess nach einer Neuordnung der ersten Strukturierung von 1806 abgeschlossen, die altbergischen Honschaften blieben dabei häufig erhalten und wurden als Landgemeinden den jeweiligen Mairies eines Kantons zugeordnet. In dieser Zeit wurde die Munizipalität bzw. Maire Lüttringhausen als Teil des Kanton Lennep im Arrondissement Elberfeld geschaffen.
Ihr gehörten neben der Stadt Lüttringhausen der Ort Beyenburg und die altbergischen Honschaften Garschagen, Hohenhagen, Lüttringhausen und Walbrecken an.
1813 zogen die Franzosen nach der Niederlage in der Völkerschlacht bei Leipzig aus dem Großherzogtum ab und es fiel ab Ende 1813 unter die provisorische Verwaltung durch Preußen im Generalgouvernement Berg, die es 1815 durch die Beschlüsse des Wiener Kongreß endgültig zugesprochen bekamen. Mit Bildung der preußischen Provinz Jülich-Kleve-Berg 1816 wurden die vorhandenen Verwaltungsstrukturen im Großen und Ganzen zunächst beibehalten und unter Beibehaltung der französischen Grenzziehungen in preußische Landkreise, Bürgermeistereien und Gemeinden umgewandelt, die häufig bis in das 20. Jahrhundert Bestand hatten. Der Kanton Lennep wurde zum Kreis Lennep, die Maire Lüttringhausen zur Bürgermeisterei Lüttringhausen.
1815/16 lebten 4.703 Einwohner in der Bürgermeisterei. Laut der Statistik und Topographie des Regierungsbezirks Düsseldorf besaß die Bürgermeisterei 1832 eine Einwohnerzahl von 5884, die sich in 934 katholische, 4.930 evangelische und 20 jüdische Gemeindemitglieder aufteilten. Die Wohnplätze der Bürgermeisterei umfassten zusammen zwei Kirchen, acht öffentliche Gebäude, 661 Wohnhäuser, 103 Fabriken und Mühlen und 370 landwirtschaftliche Gebäude.
Das Gemeindelexikon für die Provinz Rheinland von 1888 gibt für die Bürgermeisterei eine Einwohnerzahl von 10.216 an (8.202 evangelischen, 1.964 katholischen, 47 sonstig christlichen und zwei jüdischen Glaubens), die in 107 Wohnplätzen mit zusammen 932 Wohnhäuser und 2.026 Haushaltungen lebten. Die Fläche der Bürgermeisterei (3.389 ha) unterteilte sich in 1.433 ha Ackerland, 505 ha Wiesen und 1.279 ha Wald.
Die Bürgermeisterei war in vier Honschaften und einen Flecken aufgeteilt, die zum ländlichen Wahlverband gehörten:
- Honschaft Lüttringhausen mit den Wohnplätzen (Stand 1832, originale Schreibweise):

Stadt Lüttringhausen, Blume, Düring, Eisernstein, Kreuzberg, Neuhaus, Windmühle und Wiedenhof.

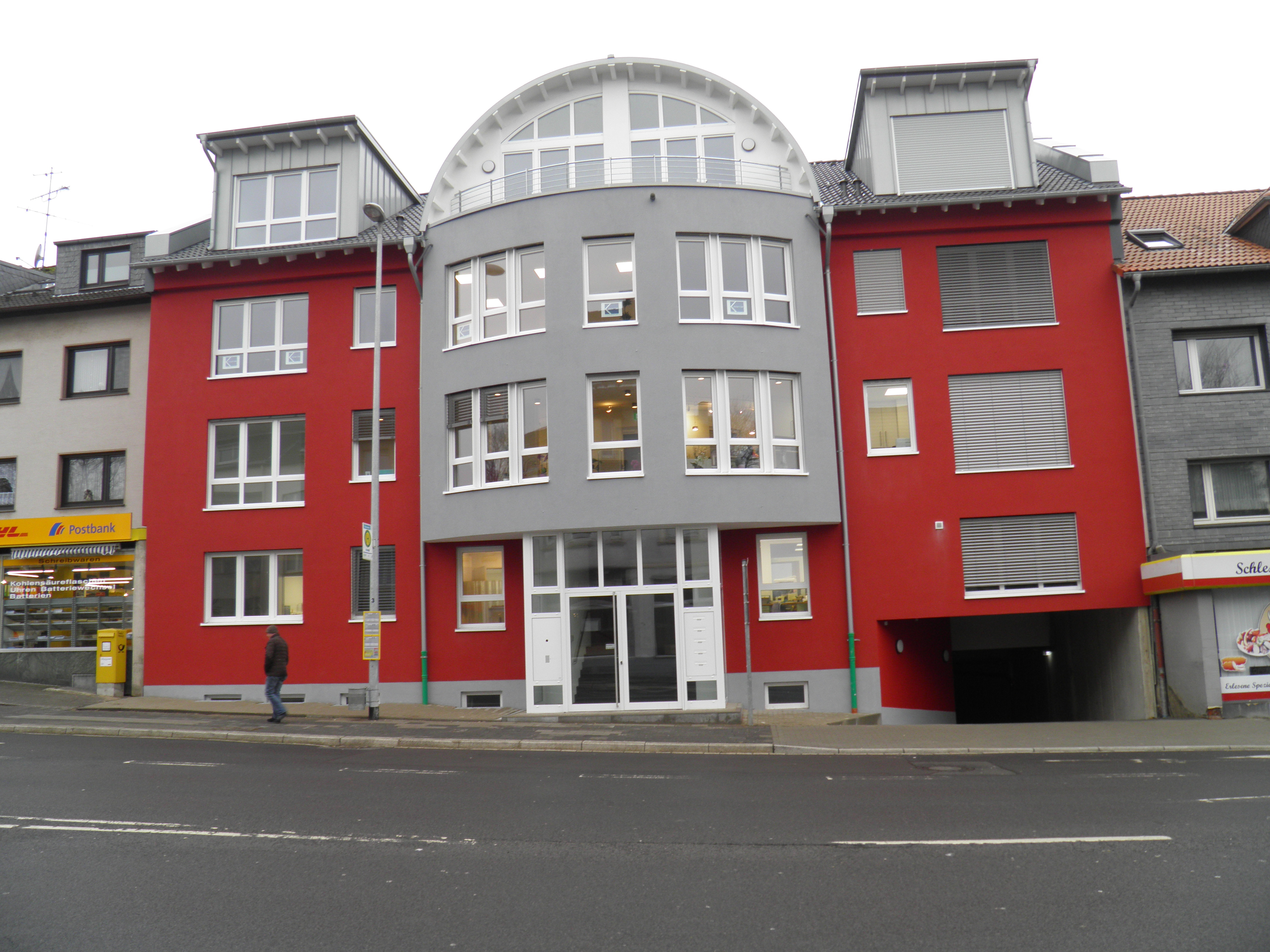
Eisernstein 2017

- Honschaft Garschagen mit den Wohnplätzen (Stand 1832, originale Schreibweise):

Frielinghausen, Garschagen (Obergarschagen, Mittelgarschagen und Untergarschagen), Herbringhausen, Herbringhauserbach, Hordenbachshammer, Kluse, Kreuzmühle, Laaken (Oberste Laaken und Unterste Laaken), Luckhausen, Olpe, Rosental, Sieperhof, Wefelpütt und Windgassen.
- Honschaft Walbrecken mit den Wohnplätzen (Stand 1832, originale Schreibweise):

Beyenburgerbrücke, Bruckberg, Beyenburgerberg, Dahlerau, Dahlhausen, Grünental, Gangolfsberg, Hagen, In der Hardt, Vor der Hardt, Hardtbach, Hardtplätzchen, In der Heide, Hengsten, Kotthausen, Mesenholl, Mosblech, Niederthal, Nöllenberg,  Oberdahl, Oberhof, Oederschlenke, Rottland, Scharpenstein, Seringhausen, Obersondern, Niedersondern, Spicker, Spickerheide, Spickerlinde, Steinhaus, Stoffelsberg, Trompete, Walbrecken,  Windfoche und Wolfskuhle.
- Honschaft Hohenhagen mit den Wohnplätzen (Stand 1832, originale Schreibweise):

Bärenhammer, Breithammer, Diederichshammer, Eiche, Erbschlöhammer, Felderhof, Flügel, Graben, Gründerhammer, Grüne, Grünenbaum, Halbach, Halbachshammer, Hasenclever, Heusiepen, Hütte, Jupperhammer, Clarenbachshammer, Clemenshammer, Kranen, Kranenholl, Kranenhollerhammer, Klauserdelle, Langenhaus, Lenharzhammer, Leyen, Neuenhammer, Neuenhof, Neuenkotten, Neuenweg, Neuland, Oelingrath, Spelsberger Hammer, Stollen,  Westerhammer und Wüsterkotten.
- Flecken Beienburg

Bei der Kommunalreformen von 1929 wurde die Bürgermeisterei aufgelöst und das Gemeindegebiet auf die Städte Remscheid (Stadtteil Lüttringhausen), Wuppertal (Stadtteile Ronsdorf, Beyenburg und Herbringhausen) und Radevormwald aufgeteilt.